# Postojna (cràter)
Postojna és un cràter de l'asteroide de la família Coronis del cinturó principal, (243) Ida, situat amb el sistema de coordenades planetocèntriques a -42.9 ° de latitud nord i 359.9 ° de longitud est. Fa un diàmetre de 6 km. El nom va ser fet oficial per la UAI el 1997 i fa referència a la cova de Postojna, la cova més gran d'Eslovènia (20.570 m de llargària).